# Omar Ismaeel
Oumar Ismaeel, né le 1er janvier 1987, est un joueur de football bahreïnien d'origine tchadienne évoluant au poste d'arrière latéral droit puis milieu droit. 
Il est membre de l'équipe de Bahreïn de football.

## Clubs
- 2006 - 2009 :  Al-Muharraq
- 2009 - 2011 :   Neuchâtel Xamax
- 2011 :  Al-Malikiya
- 2012- :  Al-Ittihad